# Scordonia leucophoca
Scordonia leucophoca là một loài bướm đêm trong họ Geometridae.